# Патріс Коллазу
Патріс Коллазу (фр. Patrice Collazo; 27 квітня 1974, Ла-Сейн-сюр-Мер, Франція) — французький регбіст, який у Топ 14 грає за команду Рейсінг 92 на позиції пропа.

## Кар'єра

### Клуби
- Тулон
- Бордо-Бегль Жиронда
- Стад Франсе
- Глоцестер
- Тулуза
- Глоцестер
- Рейсінг 92

### Тренер
- 2011—2012 Атлантик Стад Рошелле  Про Д2
- 2012—2013 Атлантик Стад Рошелле  Про Д2
- 2013—2014 Атлантик Стад Рошелле  Про Д2
- 2014—2015 Атлантик Стад Рошелле  Топ 14
- 2015—2016 Атлантик Стад Рошелле  Топ 14

### Чемпіони
Кубок Хайнекен
- Чемпіон: 2003, 2005
- Фіналіст: 2001, 2004

Чемпіонат Франції з регбі
- Фіналіст: 2003